# Federico Tabeira
Federico Nicolás Tabeira Arrúa (Montevideo, Uruguay, 8 de febrero de 1996) es un futbolista uruguayo que juega como delantero. Actualmente milita en Atenas de San Carlos de la Primera División de Uruguay.

## Trayectoria
El 4 de mayo de 2013 debutó como profesional en el primer equipo de Atenas, frente a Rentistas, ingresó al minuto 78 cuando el partido iba 1 a 1, y con 2 asistencias suyas terminaron ganando 3 a 1.
Anotó su primer gol el 2 de noviembre de 2013 frente a Boston River, el encuentro finalizó 3 a 2 a favor.
En agosto de 2014, se anunció su ida a la Synot liga de República Checa, a préstamo.
En 2016, regresó a Atenas, para jugar en Segunda División.

## Selección nacional
Participó del Sudamericano Sub-17 del 2013 representando a la Selección de Uruguay, certamen en el que finalizó cuarto, logrando la clasificación al mundial.

### Participaciones en Juveniles
| Competición                            | Sede      | Resultado     | Partidos | Goles |
| -------------------------------------- | --------- | ------------- | -------- | ----- |
| Campeonato Sudamericano Sub-17 de 2013 | Argentina | Cuarto puesto | 4        | 0     |

## Estadísticas
Actualizado al 11 de junio de 2016.
| Atenas · Uruguay                                                                        | 2.ª           | 2012/13       | 5  | 0 | - | - | - | - | 5  | 0 |
| Atenas · Uruguay                                                                        | 2.ª           | 2013/14       | 8  | 2 | - | - | - | - | 8  | 2 |
| Atenas · Uruguay                                                                        | 2.ª           | 2015/16       | 8  | 0 | - | - | - | - | 8  | 0 |
| Atenas · Uruguay                                                                        | 2.ª           | 2016          | 0  | 0 | - | - | - | - | 0  | 0 |
| Atenas · Uruguay                                                                        | Total club    | Total club    | 21 | 2 | 0 | 0 | 0 | 0 | 21 | 2 |
| Total carrera                                                                           | Total carrera | Total carrera | 21 | 2 | 0 | 0 | 0 | 0 | 21 | 2 |
| (1)Incluidos los datos del playoff por el ascenso de Segunda División (2012-13;2013-14) |               |               |    |   |   |   |   |   |    |   |